# Schwesternschule der Universität Heidelberg

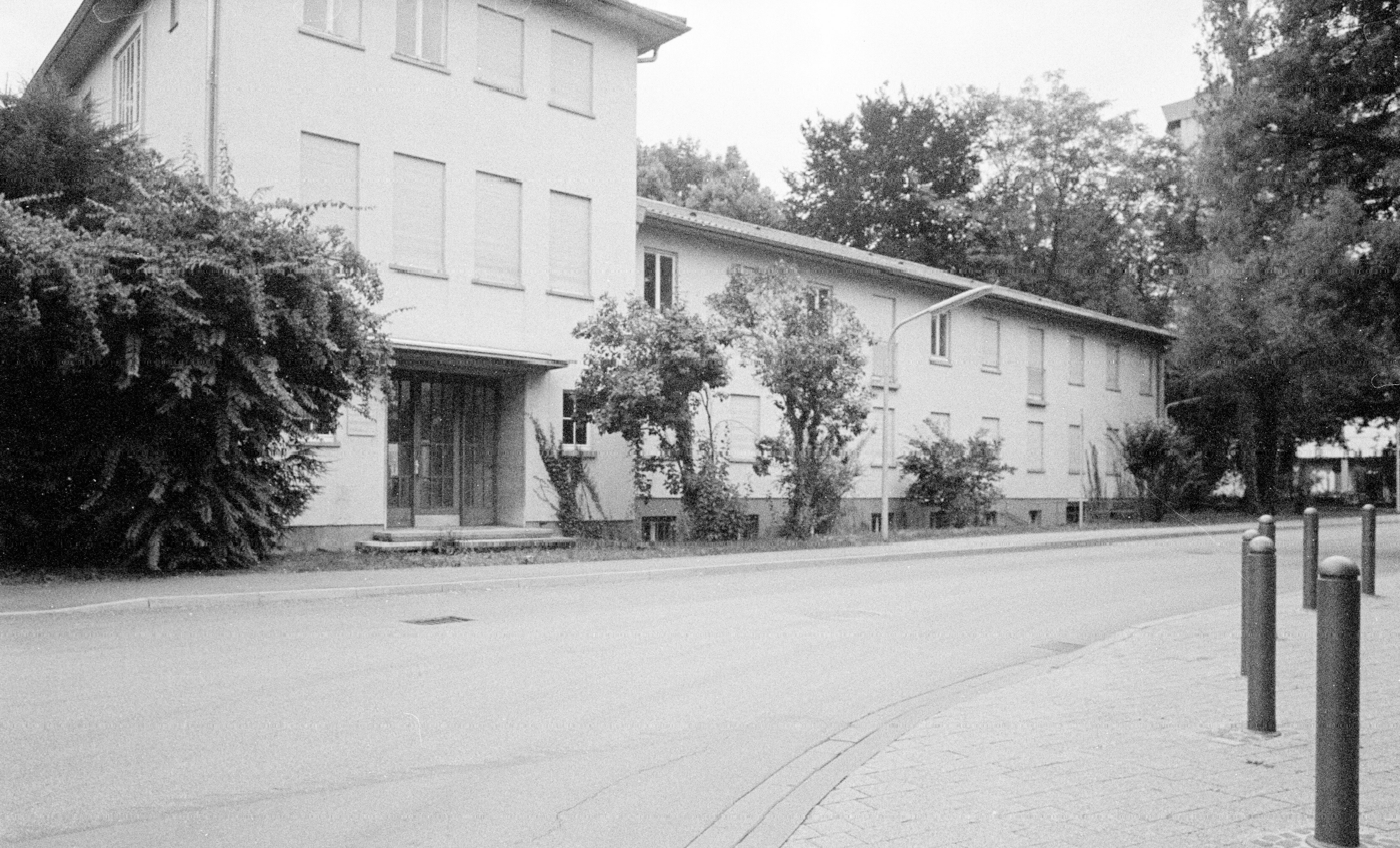
Gebäude der ehemaligen Schwesternschule der Universität Heidelberg (USH, Hollyschule), am 21. November 2009.

Die Schwesternschule der Universität Heidelberg (USH) war eine Modelleinrichtung zur Weiterentwicklung der Krankenpflegeausbildung in Deutschland. Sie wurde insbesondere auch unter ihrem Spitznamen „Hollyschule“ weit über die Grenzen Heidelbergs und Deutschlands zum Begriff.

## Entstehung
Die Schwesternschule der Universität Heidelberg entstand 1953 auf Initiative und mit Unterstützung der US-Regierung und der amerikanischen Rockefeller- und McCloy-Stiftungen. Die Initiative geht auf die späten 1940er Jahre zurück. Die genannten Einrichtungen hatten es sich zur Aufgabe gemacht, Krankenpflege in Europa aufzuwerten und Studienmöglichkeiten auf Hochschulebene einzurichten. In Heidelberg fiel diese Absicht auf fruchtbaren Boden. Olga Freiin von Lersner, zu der Zeit Oberin der Ludolf-Krehl-Klinik und Leiterin der dortigen Krankenpflegeschule, und Karl Heinrich Bauer, Rektor der Universität Heidelberg, begannen mit der Planung einer entsprechenden Einrichtung. Die Unterstützung durch die Rockefeller-Stiftung mit deren europäischem Sitz in Paris, Rue de la Baume, war an verschiedene Bedingungen geknüpft. So sollte unter anderem
- die Schule der medizinischen Fakultät angegliedert sein
- die Schülerinnen sollten gegenüber dem Klinikum nicht zur Arbeitsleistung verpflichtet sein
- die Ausbildung sollte drei Jahre dauern
- theoretischer Unterricht und Praxiseinsätze sollten von der Schule geplant und überwacht werden
- Krankenpflege und öffentliche Gesundheitsfürsorge sollten von einer ausreichenden Zahl von entsprechend ausgebildeten Lehrern vermittelt werden
- auch die Lehrer-Weiterbildung sollte an der Schwesternschule durchgeführt werden.

Schon 1948 stimmte die Universität Heidelberg diesen Bedingungen zu. Wenn auch eine Integration in den Forschungs- und Lehrbetrieb der Universität in der Folge an zahlreichen Widerständen (nicht zuletzt aus der eigenen Berufsgruppe) scheiterte, konnte doch die Schwesternschule im Mai 1953 den Lehrbetrieb aufnehmen als experimentelle Schule mit einer dreijährigen Grundausbildung in Krankenpflege und öffentlicher Gesundheitsfürsorge. 1952 wurde der Pädiater Hans Opitz ärztlicher federführender Präsident des neuen Kuratoriums der Schule. Bei der Eröffnungsrede im Jahr 1953 blickte der Dekan der Medizinischen Fakultät, Horst Habs, auf die akademischen Traditionen für Pflege und Hebammenwesen an der Ruprecht-Karls-Universität seit Franz Anton Mai zurück und stellte die USH in diese Tradition. Die Ausbildung war orientiert an internationalen Ansprüchen und sollte den Berufsstand für interessierte junge Frauen attraktiver machen sowie neue Konzepte in Kliniken vorbereiten. Die Rockefeller-Foundation forderte zudem einen Ausbau der Konzepte für die „Geisteskrankenpflege.“
Mitte der 1950er Jahre entstand das zweite Standbein der Schule: die Weiterbildung zur Unterrichtsschwester. Die ebenfalls geplante Weiterbildung zur Stationsschwester kam leider nicht zustande, bzw. beschränkte sich auf wenige Fortbildungskurse für Stationsschwestern.
Als am 1. April 1953 der erste Grundkurs mit der Krankenpflegeausbildung begann, wies das Curriculum viele innovative Elemente auf, die nach und nach in die jeweilige Novellierung des Krankenpflegegesetzes integriert wurden; die Schwesternschule war somit Schrittmacher in der Ausbildung der Krankenpflege in der Bundesrepublik Deutschland. So wurde z. B. bereits 1953 ein drittes Ausbildungsjahr konzipiert, welches noch bis 1957 freiwillig war. Erst im Krankenpflegegesetz vom 15. Juli 1957 mit Neuregelung am 20. September 1965 wurde unter Mitwirkung des Präsidenten der Bundesärztekammer, Hans Neuffer (1892–1968), das Examen am Ende der drei Jahre dauernden Ausbildung festgeschrieben.

## Internationale Ausrichtung in Theorie und Praxis
In der Ära Grauhan (1962 bis 1971) wurden Unterrichtssequenzen in englischer Sprache gehalten. So diente das Fachenglisch auch als Vorbereitung auf den Wahleinsatz im dritten Ausbildungsjahr, der Schülerinnen seit Mitte der siebziger Jahre in die ganze Welt zieht.
Alternativ zum Wahleinsatz konnten die Schüler von 1995 bis 2005 am dreimonatigen Socrates-Erasmus-Austauschprogramm für Studenten der EU teilnehmen. Im Mai 1995 erhielt die Schwesternschule die offizielle Anerkennung als 5. Mitglied im Netzwerk von Partnerinstitutionen (Athen, Lyon, Oxford, Stockholm). Im Jahre 2003 hatte die Krankenpflegeschule am Inselspital in Bern (Schweiz) in Anlehnung an dieses Programm Verträge mit der Schwesternschule abgeschlossen. Je Institution standen zwei Plätze für die „outgoing students“ und zwei Plätze für die „incoming students“ bereit, die rege genutzt wurden. Der Austausch beinhaltete sowohl praktische Einsätze in den Kliniken, als auch Teilnahme an Vorlesungen und Seminaren. Ebenso erfolgten einwöchige Hospitationen der beteiligten Lehrer.

## Pflegetheorie
In den 1950er Jahren unter der Schulleitung von Antje Grauhan wurde die Auseinandersetzung mit Pflegetheorien, größtenteils aus dem angloamerikanischen Sprachraum, begonnen. Zunächst orientierte sich das Curriculum vor allem an Faye Glenn Abdellah (enabling approach), Virginia Henderson und Ernestine Wiedenbach. Bald kamen Erweiterungen und Ergänzungen durch andere Theorien, insbesondere von Nancy Roper gemeinsam mit Winifred Logan und Alison Tierney, Dorothea Orem, Madeleine Leininger und Hildegard Peplau. Heute ist die Auseinandersetzung mit Pflegetheorie und -forschung aus den Lehrplänen der Gesundheits- und Krankenpflegeschulen nicht mehr wegzudenken.

## Schülermitbestimmung
Mitverantwortung und Mitbestimmung der Schülerinnen war von Anfang an ein wichtiges Anliegen der Schwesternschule. Institutionalisiert waren der sogenannte „Gemeinsame Ausschuss“, in dem Schüler und Lehrer in regelmäßigen Sitzungen Fragen diskutierten und klärten. Bedarfsabhängig wurde mehrmals jährlich ein Plenum mit allen Schülern, Weiterbildungsteilnehmern und Lehrern abgehalten. In Einzel-Reflexionsgesprächen und in regelmäßigen Kursauswertungen wurden die Kritikpunkte und Anregungen der Schüler zur Ausbildung erfragt. Ferner nahmen die Schüler des zweiten Ausbildungsjahres an den Bewerbungsgesprächen teil. Als „Vorkursassistenten“ konnten immer wieder jeweils zwei Schüler des dritten Jahres im Lehrerkollegium an der Vorbereitung und Durchführung des neuen Kurses teilnehmen.

## Lehr- und Lernmethoden
Regelmäßige Studienzeiten, Hausarbeiten, Projekte und andere Mittel förderten das selbständige und eigenverantwortliche Lernen der Schüler. Durch die enge Verzahnung mit der Lehrerweiterbildung wurden die jeweils aktuellen Unterrichtskonzepte und -methoden einbezogen. Hierzu zählten unter anderem der handlungsorientierte Unterricht, das problembasierte Lernen und der erfahrungsbezogene Unterricht.

## Ausblick
Ab dem Jahr 2003 ging die Schwesternschule der Universität Heidelberg eine Kooperation mit der Ev. Fachhochschule Darmstadt ein, um studieninteressierten Absolventen den Zugang zu einem pflegewissenschaftlichen Hochschulstudium zu erleichtern, das zu diesem Zeitpunkt in Heidelberg selber, trotz der vielversprechenden Anfänge im Jahr 1953 nicht mehr möglich war. Verantwortlich für die Kooperation mit USH war Margret Flieder von der Ev. HS Darmstadt.
Am 1. Januar 2004 war ein neues Krankenpflegegesetz in Kraft getreten. Im § 1 wurde das Führen der Berufsbezeichnung „Gesundheits- und Krankenpflegerin beziehungsweise Gesundheits- und Krankenpfleger“ geregelt. Mit dem Kurs 2005 wurde das Modell „generalistische Ausbildung“ begonnen: im Rahmen eines Modellversuchs qualifizierten sich die Schüler in der Pflege von Menschen aller Altersgruppen.
Mit Wirkung vom 1. August 2006 hatte das Regierungspräsidium Karlsruhe die Fusion mit der Gesundheits- und Krankenpflegeschule genehmigt. Die generalistische Modellausbildung wurde in der Akademie für Gesundheitsberufe Heidelberg gGmbH, einer Kooperation zwischen Universitätsklinikum Heidelberg und Ev. Stadtmission Heidelberg, in der bisherigen Form vorerst weitergeführt. Zudem wurde in Kooperation mit der Abteilung Allgemeinmedizin und Versorgungsforschung des Universitätsklinikums Heidelberg der Bachelor-Studiengang „Interprofessionelle Gesundheitsversorgung“ mit Studiengangsleiterin Cornelia Mahler (USH) angeboten. Cornelia Mahler erhielt 2018 einen Ruf als Professorin für Pflegewissenschaft an die Eberhard-Karls-Universität Tübingen. Das Gebäude der Schwesternschule Heidelberg wartet seit 2006 auf neue Nutzung oder Abriss, der Lehrbetrieb findet seitdem in den Räumen des Heidelberger Heinsteinwerks statt.
Der an der USH angebotene Weiterbildungsstudiengang „LehrerIn für Pflegeberufe“ wurde im Jahr 2005 abgelöst durch den Studiengang für das Höhere Lehramt an beruflichen Schulen mit der Fachrichtung „Gesundheit und Gesellschaft – Care“ am Institut für Gerontologie der Universität Heidelberg.

### Ausstrahlung der USH
Die Schulleitungen der USH, die Olga von Lersner und Antje Grauhan im Amt folgten, waren Erika von Amann, Inge Vollstedt, Elke Kuno und Wiltrud Grosse.
Ehemalige der Schwesternschule der Universität Heidelberg bilden seit dem Jahr 2014 die Fachgruppe „Alumni Pflegewissenschaft“ im Netzwerk Heidelberg Alumni International der Universität Heidelberg (Moderatorin: Christine R. Auer). Im Oktober 2016 erfolgte, aufgrund struktureller Veränderungen an der Universität Heidelberg, die Umbenennung der Fachgruppe in »Alumni der Pflege-, Gesundheits- und Therapiewissenschaft sowie der Gesundheitsfachberufe.« Diese Gruppe steht auch Interessierten aus Nachbardisziplinen offen.
Thyra von Boddien verbringt, aufgrund familiärer Beziehungen, den 20. Juli in Berlin-Plötzensee. Die Nachfolgerin von Karin Wittneben bei der Erstellung von Pflegebiographien im „Biographischen Lexikon zur Pflegegeschichte. Who is who in Nursing History“ (Hrsg. Horst Peter Wolff gefolgt von Hubert Kolling) wurde Adelhaid Kastner-Schulz, gefolgt von der Übersetzerin Elisabeth Brock. Edith Wolber erwarb sich besondere Verdienste um die Aufarbeitung der Biographie des Heidelberger Gynäkologen Ferdinand Adolf Kehrer sowie um die Aufarbeitung der Geschichte der Juden im Kraichgau. Marion Alcock übernahm im Jahr 1972 die Leitung der Pflege in der Orthopädischen Klinik Heidelberg und führte die Pflegedokumentation ein. Elke Müller erhielt im April 2016 die Goldene Ehrennadel des Deutschen Berufsverbandes für Pflegeberufe (DBfK) in Stuttgart. Brigitte Benzinger-König war Mitverfasserin des Lehrbuchs „Chirurgie für Pflegeberufe“, das mit einem Geleitwort von Christian Herfarth in mehreren Auflagen erschien. Reinald Schmidt-Richter war federführender Autor des generalistischen und kompetenzorientierten Heidelberger Curriculums für Pflegeberufe, das 2012 im Thieme-Verlag herausgegeben wurde. In dieses Buch floss auch das Wissen von Maria Jäger ein.  Jutta Friedel wurde Supervisorin, Anette Klingberg absolvierte Grundausbildung und Weiterbildung zur Lehrerin für Pflegeberufe an der USH, verfasste 1994 das Ausbildungsleitbild für die Gesundheits- und Krankenpflegeschule der Ev. Stadtmission Heidelberg und absolvierte später an der Akademie für Gesundheitsberufe Heidelberg eine Weiterbildung zur Palliative Care Nurse. Maria Hommelsheim (geb. Becker), heute Bad Boll, absolvierte eine Weiterbildung bei Eva von Gadow und wurde Musiktherapeutin in der Göppinger Klinik Christophsbad. Heidi Hofer (verheiratete Friedel) und Heidrun Marschollek (verheiratete Münich) absolvierten zusätzlich eine Ausbildung zur Orthoptistin. Heidrun Marschollek arbeitete danach an der „eye-clinic“ des „American Hospital“ der US-Army in Heidelberg und führte Schielbehandlungen sowie Brillenglasbestimmungen durch. Die Soldaten nannten sie „Lady-Doctor“. Gertrud Skowronski (1931–2015) baute in einem internationalen Team in der Zentralafrikanischen Republik Zaire eine Krankenpflegeschule auf. Nach der Rückkehr nach Deutschland machte sie sich um die Entwicklung und Neuorganisation der Gemeindekrankenpflege in Rheinland-Pfalz verdient. Für diese Arbeit erhielt sie 1982 das Bundesverdienstkreuz am Bande.
Monika Habermann studierte Ethnologie und wurde Professorin für Pflegewissenschaft in Bremen. 2016 wurde sie als eine von zwei deutschen Vertreterinnen in die COST Aktion (European Cooperation in Science and Technology): „Rationing – Missed Nursing Care: An international and multidimensional problem“ berufen. Olivia Dibelius zog es als Professorin für Pflegewissenschaft nach Berlin. Christa Winter- von Lersner wurde Professorin für Pflegewissenschaft an der Fachhochschule Fulda. Marga Ingeborg Thome (* 1942) zog es nach Island. Sie wurde auf eine der ersten Professuren für Pflege an die Universität Island berufen.
Von ärztlicher Seite war es vor allem der spätere Psychiater Klaus Dörner, der die Anfänge und die weitere Geschichte der Schwesternschule der Universität Heidelberg mit Interesse und Engagement verfolgte. Dörner absolvierte sein Medizinstudium in Heidelberg im Hause Viktor von Weizsäckers. Ulrike Villinger (USH) publizierte später mit Hilde Schädle-Deininger, einer der Mitarbeiterinnen Klaus Dörners. Mit dem Heidelberger Neurologen Dieter Janz wurde in den 1950er Jahren erstmals eine Stelle für eine „Brückenkrankenschwester“ geschaffen, die sowohl in der stationären als auch in der ambulanten Pflege tätig war. Dieser Ansatz wurde von Dörner und Schädle-Deininger weiter verfolgt. So wurde dem Anliegen der Rockefeller-Foundation, moderne Konzepte für die „Geisteskrankenpflege“ zu entwickeln, Rechnung getragen.
Im Jahr 2017 wurde Anja König Ansprechpartnerin in der neuen Personal-Kampagne des Universitätsklinikums Heidelberg „Du wirst wachsen. Vielfalt Pflege. Seit 1561“. Diese Image-Kampagne weist zurück bis auf die Anfänge des Universitätsklinikums Heidelberg im Jahr 1561 in der Bussemergasse der Heidelberger Altstadt, wo die Stadt ein „Nosocomium“ erworben hatte.

#### Die USH und der Deutsche Verein für Pflegewissenschaft (DVP) von 1989–1994
Die Schulleitung Inge Vollstedt gehörte zu den Vorstandsmitgliedern der ersten Wahlperiode des Vorstands des neu ins Leben gerufenen Deutschen Vereins für Pflegewissenschaft (heute: Deutsche Gesellschaft), der am 10. Mai 1989 gewählt wurde. Inge Vollstedt verließ sowohl die Schwesternschule als auch den DVP im Jahr 1991, um in Schottland Pflegewissenschaft zu studieren und dort zu promovieren. Ihr folgte für den Zeitraum von einem Jahr Barbara Hobbeling als Vorstandsmitglied im DVP. Auch Frau Hobbeling war zu jenem Zeitpunkt Lehrerin an der USH und auch sie verließ den DVP für ein Studium. Ihr folgte bis 1994 Elke Müller als Vorstandsmitglied für den begrenzten Zeitraum von einem Jahr. Auch Elke Müller war Lehrerin an der USH. Die Entwicklung einer wissenschaftlichen Gesellschaft fast ohne wissenschaftliche Strukturen, die hätten Halt geben können, war eine Herausforderung für diese ersten Pionierinnen der Pflegewissenschaft im DVP und forderte deren großes Engagement. Die Arbeit geschah ohne ausreichende Finanzgrundlage und wurde zudem zu großen Teilen ehrenamtlich erbracht.

### Erste Habilitationen für Pflegewissenschaft in Deutschland
Marianne Arndt (heute Sr. Maria Benedicta Arndt), die ihre Weiterbildung zur Lehrerin für Pflegeberufe an der USH absolvierte, wurde erstes Mitglied des Deutschen Vereins für Pflegewissenschaft (heute: Deutsche Gesellschaft für Pflegewissenschaft) und schrieb hier die Einleitungsformel. Marianne Arndt, mit ihrem Schwerpunkt in der Pflegeethik, wurde die erste habilitierte Krankenschwester für Pflegewissenschaft/Pflegeethik in Deutschland. Die Habilitation erfolgte an der Humboldt-Universität Berlin. Marianne Arndt wurde später Ordensfrau (Sr. Maria Benedicta), weil sie „einsah, dass es ohne christliche Krankenpflege nicht geht“. Mit der Klus Eddessen bekam sie eine kleine Kirche und einen Kirchgarten überantwortet, die sie beide versorgte.
Sabine Bartholomeyczik (Grundkurs USH 1964–1967) wurde langjähriger Vorstand (1999–2009) des „Deutschen Vereins zur Förderung von Pflegewissenschaft und -forschung“ (später: Deutsche Gesellschaft) und Sprecherin des Deutschen Zentrums für Neurodegenerative Erkrankungen in der Helmholtz-Gemeinschaft am Standort Witten-Herdecke. Von 1993 bis 2001 war sie Professorin an der FH Frankfurt am Main. Sie habilitierte sich 1998 an der Universität Witten-Herdecke an der Fakultät für Medizin im Institut für Pflegewissenschaft (damalige Bezeichnung) und war hier ab 2001 Lehrstuhlinhaberin mit der Denomination Epidemiologie-Pflegewissenschaft.

#### Professur Karin Wittneben
Karin Wittneben, geb. Claussen, (1935–2016) promovierte im Jahr 1991, nach ihrer Weiterbildung zur Unterrichtsschwester an der USH, an der Leibniz Universität Hannover mit einer Arbeit zum „Begriff der Pflege in der beruflichen Weiterbildung zur Krankenpflegelehrkraft“.
Sie wurde im Jahr 1993 als Professorin für Erziehungswissenschaft mit dem Schwerpunkt „Didaktik in der beruflichen Fachrichtung Gesundheit“ an die Universität Hamburg berufen. Karin Wittneben war auch als Pflegehistorikerin tätig. Sie schrieb zahlreiche Biographien im „Biographischen Lexikon zur Pflegegeschichte. Who is who in nursing history“, das seit 1997 in sieben Auflagen erschienen ist und von Horst-Peter Wolff (Nachfolge: Hubert Kolling) herausgegeben wird. Ein weiterer Forschungsschwerpunkt Wittnebens waren die Pflegetheorien (gemeinsam mit Maria Mischo-Kelling).

### Nachlass USH, Korrespondenz Gerda Kaufmann, heidIcon, Audio-CDs, Ausbildungstagebücher Heidi Friedl
Der Nachlass der Schwesternschule der Universität Heidelberg (USH) befindet sich im Universitätsarchiv Heidelberg unter den Signaturen Acc 43/08 sowie Acc 61/15. Gerda Kaufmann, eine der ersten Schülerinnen der USH im Jahr 1953 war als USH-Austauschschülerin an der Krankenpflegeschule Bon Secour in Genf. Später studierte sie am Teachers College der Columbia University New York Pädagogik und Pflege. Gerda Kaufmann absolvierte eine Weiterbildung in Lausanne in der Schweiz und lernte im französischen Lyon an der Internationalen Pflegehochschule der WHO. Anschließend war sie beim DBfK und in Kaiserswerth mit Bildungsaufgaben betraut. Im Jahr 1965 nahm sie am Kongress des International Council of Nurses (=ICN) in Frankfurt am Main, im Jahr 1977 am ICN-Kongress in Tokio teil. Sie arbeitete ab 1980 als wissenschaftliche Mitarbeiterin und später Lehrkraft für besondere Aufgaben an der Universität Osnabrück und wurde stellvertretende Vorsitzende des Deutschen Vereins zur Förderung von Pflegewissenschaft und -forschung (später: Deutsche Gesellschaft) sowie 1991 Mitglied der Redaktionsgruppe zur Erstellung eines „Memorandums zur Aus- und Weiterbildung von Pflegedienstleitern und Lehrpersonal im Krankenpflegeberuf“ der Robert Bosch Stiftung Stuttgart. Gerda Kaufmann war fasziniert von der Geschichte der Krankenpflege. Sie überließ ihre Korrespondenz ebenfalls dem Universitätsarchiv Heidelberg unter der Signatur Acc 14/15.
USH-Fotos finden sich in heidIcon der Universitätsbibliothek Heidelberg.
Narrativ-Interviews mit Heidi Friedl (geb. Hofer; † 3. Mai 2017) und Ulrike Dörtenbach-Umlauff, geführt im Juli 2016 während des Jubiläums von Heidelberg Alumni International, finden sich auf zwei Audio-CDs ebenfalls im Universitätsarchiv Heidelberg. Die Ausbildungstagebücher von Heidi Friedl geb. Hofer wurden nach ihrem Tod im Jahr 2017 dem Universitätsarchiv Heidelberg übergeben. Es finden sich hier Berichte über die erste Unterrichtsvisite im Juli 1956 auf Station Hufeland oder auch über das erste Zimmersystem auf Station Naunyn. In der Kinderklinik wurde hingegen im Saal–System, so zum Beispiel auf der „Station Eleonoren-Saal“ gepflegt. Auch die nach wie vor häufigen Putzarbeiten für Pflegekräfte, gegen die sich auch Schulleitung Olga von Lersner wehrte, wurden im Ausbildungstagebuch thematisiert.
Die Schwesternschule führte zwischen 1954 und dem Zeitpunkt der Fusion mit der Gesundheits- und Krankenpflegeschule des Universitätsklinikums Heidelberg im Jahr 2006, ein Gästebuch. Hier finden sich unter anderem ungefähr 100 Namen und Unterschriften der Beteiligten an einem Treffen des „International Council of Nurses“ im Jahr 1965. Im Jahr 1973 dankten die Pflegewissenschaftlerinnen Lisbeth Hockey und Ruth Schröck für die Gastfreundschaft und die interessanten Begegnungen in der Schwesternschule.

### Workshops, Ausstellungen, Vorträge
- Vortrag von Susanne Kreutzer (Universität Osnabrück) anlässlich des Florence Nightingale Kongresses »International Perspectives in the History of Nursing Conference« vom 14.–16. September 2010 (Royal Holloway, University of London): »Hollywood Nurses« in West-Germany – biographies, self-images and experiences of academically trained nurses, 1945–1980 (Conference Book of Abstracts, S. 8).
- Vortrag von Christine R. Auer (Universität Heidelberg) dto. Florence Nightingale Kongress 2010: Implementation Bologna Directive: from »peppermint freedom« in Heidelberg to »German Society of Nursing Science« – development academisation of nursing 1945–1989/90 (Conference Book of Abstracts, S. 71).
- Vortrag von Christine R. Auer und Reinald Schmidt-Richter beim Institutsabend des Diakoniewissenschaftlichen Instituts der Universität Heidelberg im Sommersemester 2013 zur Geschichte der Schwesternschule der Universität Heidelberg bzw. zur Geschichte der »segensreichen Heidelberger Ärzte- und Schwesternausbildung«, wie der Nobelpreisträger und Nationalsozialist Philipp Lenard festgestellt hatte. Christine R. Auer und Reinald Schmidt-Richter diskutierten mit der früheren Schulleitung Elke Kuno.[54][55][56]

- Workshop anlässlich der Jahrestagung der Viktor von Weizsäcker Gesellschaft am 25. Oktober 2014 in Heidelberg zu Olga von Lersner mit Vorstandsmitglied Hartwig Wiedebach,[57] mit Dieter Janz (1920–2016), Gründungsmitglied der Viktor von Weizsäcker Gesellschaft, mit Christa Winter- von Lersner, die sich mit der psychiatrischen Krankenpflege einen Namen gemacht hatte,[58] sowie Reinald Schmidt-Richter (USH) unter Anwesenheit des Pflegewissenschaftlers Yutaka Maruhashi, Universität Hyogo (Jpn), dto. Viktor von Weizsäcker Gesellschaft und Mitglied der HAI-Fachgruppe. In den Briefen Viktor von Weizsäckers fand sich in einem Brief an Paul Christian bislang (2016) ein kurzer Hinweis auf die Schwesternschule der Universität Heidelberg bzw. Olga von Lersner. Es bestand freundschaftlicher Kontakt zwischen Olga von Lersner und der Familie von Weizsäcker. Bekannt ist, dass die Krankenschwester Irma Kless 1986 in einem Brief an den Bundespräsidenten Richard von Weizsäcker über das Engagement Viktor von Weizsäckers für kranke Juden im Diakonissenkrankenhaus in der Plöck zwischen 1939 und 1941 berichtete.[59] Dieses Engagement ähnelte demjenigen des Diakons Immanuel Rieker, der gemeinsam mit dem Pfarrer Hermann Maas jüdische Mitbürger vor Verfolgung schützte und diese ebenfalls, wie auch Viktor von Weizsäcker, in den Häusern der Ev. Stadtmission Heidelberg versteckte.[60]

- Ausstellung zur Geschichte der Schwesternschule der Universität Heidelberg anlässlich des Jubiläums 20 Jahre Heidelberg Alumni International im Universitätsarchiv Heidelberg vom 12.–15. Juli 2016.[61]